# عبدالرحمن عبدالکریم
عبدالرحمن عبدالکریم (انگلیسی: Abdulrahman Abdulkarim؛ زادهٔ ۱۳ مهٔ ۱۹۸۰) بازیکن فوتبال اهل بحرین بود.
وی همچنین در تیم ملی فوتبال بحرین بازی کرده است.